# Julian Barnes
Pour les articles homonymes, voir Barnes.
Œuvres principales
- Le Perroquet de Flaubert
- Love, etc.
- The Sense of an Ending

Julian Barnes (nom complet Julian Patrick Barnes), né le 19 janvier 1946 à Leicester, est un romancier, nouvelliste, essayiste et critique littéraire anglais. Il est populaire aussi bien dans les pays anglophones, que dans d'autres pays, et apprécié par la critique littéraire comme un représentant important de la littérature postmoderne. Il est lauréat de nombreux prix littéraires britanniques et d'autres pays, parmi lesquels le prix Booker, le prix Médicis essai et le prix Femina.

## Biographie
Les parents de Julian Barnes étaient professeurs de français. À sa naissance, il avait déjà un frère, le futur philosophe Jonathan Barnes. Peu après la naissance de Julian Barnes, la famille déménage à Londres, où elle habite pendant dix ans. En 1956, elle déménage à Northwood, une localité périphérique de Londres.
Le futur écrivain fait ses études secondaires à la City of London School de 1957 à 1964, puis il s'inscrit au Magdalen College de l'université d'Oxford. Il y fait des études de langues modernes qu'il finit par un diplôme de Bachelor of Arts en 1968.
Il commence sa carrière en tant que lexicographe travaillant pendant trois ans au supplément de l’Oxford English Dictionary, puis il entre dans le domaine littéraire en écrivant des critiques pour le supplément littéraire du journal The Times. En 1977, il devient rédacteur littéraire des magazines New Statesman et New Review, et de 1979 à 1986, il est critique de télévision d'abord au New Statesman, puis au journal The Observer.
Ses premières œuvres littéraires paraissent en 1980 : le roman Metroland, signé de son vrai nom, et Duffy, un roman policier sous le pseudonyme Dan Kavanagh, le nom de famille étant celui de sa femme.
Concernant son activité sociale, on sait, par exemple, que l'écrivain soutient l'organisation humanitaire Freedom from Torture (en) (Délivrance de la torture), d'aide à des torturées arrivées en Grande-Bretagne. Julian Barnes soutient également la campagne Dignity in Dying (en) (Dignité dans la mort) pour les soins palliatifs assurés à tous les malades incurables et la légalisation du suicide médicalement assisté.
Quant aux questions politiques, Julian Barnes a en général des vues de gauche. Par exemple, en 2013, il se prononce contre la politique culturelle du gouvernement conservateur qui mène, entre autres, à la fermeture de la plupart des bibliothèques publiques. Il est aussi contre le Brexit et, en 2019, il exprime son accord avec la plupart des idées de Jeremy Corbyn, le leader d'alors du Parti travailliste, sur l'interdiction des armes nucléaires, la renationalisation des chemins de fer, des impôts plus importants pour les riches, etc..
Pour ce qui est de la religion, Julian Barnes écrit en 2008, dans son livre de mémoires Nothing to Be Frightened Of (Rien à craindre), qu'il n'a pas été baptisé, qu'il n'a aucune croyance religieuse, mais la première phrase de son livre est I don’t believe in God, but I miss Him « Je ne crois pas en Dieu mais Il me manque. ».
Julian Barnes a épousé en 1979 Patricia Kavanagh, agente littéraire, qui est décédée en 2008.

## Œuvre
Julian Barnes a écrit de nombreux romans, nouvelles, récits et essais, ainsi que deux livres de mémoires.

### Fiction

#### Romans
Les romans ci-après sont signés du vrai nom de l'écrivain :
- Metroland, 1980 (Metroland, Denoël, 1995, trad. Jean-Pierre Aoustin) est un roman autobiographique de l'enfance, de l'adolescence et de l'âge adulte jeune.
- Before She Met Me, 1982 (Avant moi, Denoël, 1991, trad. Michel Courtois-Fourcy) est une analyse profonde de l'amour, de la possessivité et de la jalousie obsessive, faite avec de l'humour noir.
- Flaubert's Parrot, 1984 (Le Perroquet de Flaubert, Stock, 1986, trad. Jean Guiloineau) est un roman considéré comme un essai aussi sur les investigations d'un Anglais passionné de Gustave Flaubert. Elles vont jusqu'à des détails comme le perroquet du personnage d’Un cœur simple.
- Staring at the Sun, 1986 (Le Soleil en face, Stock, 1987, trad. Raymond Las Vergnas) relate la vie d'une femme depuis sa jeunesse jusqu'à l'âge de 100 ans, avec ses rêves, ses amours, l'échec de son mariage, sa maternité, et aussi la façon dont elle voit le monde dans ses voyages.
- Talking It Over, 1991 (Love, etc., Denoël, 1992, trad. Raymond Las Vergnas) est un roman amusant constitué des relations alternatives à la première personne des participants à un triangle amoureux chaotique.
- The Porcupine, 1992 (Le Porc-épic, Denoël, 1993, trad. Raymond Las Vergnas) est une satire politique sur la confrontation entre l'ancien dirigeant communiste d'un pays est-européen, inculpé après le changement du régime politique du pays, et le procureur chargé de son cas. Leurs pensées reflètent la continuité entre passé et présent et ce qui est commun aux deux hommes.
- England, England, 1998 (England, England, Mercure de France, 2000, trad. Jean-Pierre Aoustin) a pour l'un des personnages Jack Pitman, un milliardaire excentrique qui entend créer sur l'île de Wight un parc d'attractions proposant un florilège de répliques des fleurons de la civilisation anglaise. C'est une satire de l'Angleterre de la fin du XXe siècle, de l'interprétation du caractère national, de la fabrication des mythes. Il s'y agit aussi de la vérité confrontée à la fiction et de la réalité confrontée à l'art, à côté de l'introspection personnelle du personnage principal.
- Love, etc, 2000 (Dix ans après, Mercure de France, 2002, trad. Jean-Pierre Aoustin) est la suite de Talking It Over, où Julian Barnes reprend dans le même style ses personnages dix ans après, avec quelques rides et cheveux blancs en plus. Le triangle amoureux y est encore plus chaotique.
- Arthur & George, 2005 (Arthur et George, Mercure de France, 2007, trad. Jean-Pierre Aoustin) est un roman policier historique basé sur un fait réel du XIXe siècle, où Arthur Conan Doyle, le père de Sherlock Holmes, enquête pour le compte de George Edalji (en), le fils métis d'un pasteur d'origine indienne, victime du système judiciaire raciste de l'Empire britannique.
- The Sense of an Ending, 2011 (Une fille, qui danse, Mercure de France, 2012, trad. Jean-Pierre Aoustin) relate les souvenirs d'un vieil homme vers la fin de sa vie, sur sa jeunesse et sa relation avec une femme qu'il a aimée et avec un ami énigmatique. Le héros principal se confronte aux imperfections de sa mémoire, qui affectent la compréhension de son passé.
- The Noise of Time, 2016 (Le Fracas du temps, Mercure de France, 2016, trad. Jean-Pierre Aoustin) est un roman historique sur le conflit entre le désir de liberté de l'artiste et un pouvoir totalitaire, par le truchement des tourments du compositeur russe Dmitri Chostakovitch causés par le destin qu'il risque d'avoir dans les conditions de la terreur stalinienne.
- The Only Story, 2018 (La Seule Histoire, Mercure de France, 2018, trad. Jean-Pierre Aoustin, 260 p.  (ISBN 978-2-7152-4707-9)) est le roman d'une relation amoureuse ayant une fin tragique, entre un jeune homme et une femme mariée beaucoup plus âgée qui sombre dans l'alcoolisme.
- Elizabeth Finch, 2022 (Elizabeth Finch, Mercure de France, 2022, trad. Jean-Pierre Aoustin, 208 p.  (ISBN 9782715258839)) a pour héroïne principale une enseignante d'université intelligente, stoïque et exigente, à la pensée profonde, dont les travaux ont porté sur l'empereur romain Julien l'Apostat. Avant de mourir, elle a donné des cours de culture et civilisation à des adultes. L'un de ses auditeurs sur qui elle a eu un impact particulier, cherche et trouve ses journaux intimes pour mieux connaître sa personnalité.

Julian Barnes a aussi publié quatre romans policiers signés Dan Kavanagh, dont le héros est Duffy, un détective privé bisexuel :
- Duffy, 1980 (La nuit est sale, Gallimard, coll. « Série noire », 1981, trad. France-Marie Watkins, réédité sous le titre Duffy, aux éditions Actes Sud, coll. « Polar Sud », en 1992, traduit par Philippe Loubat-Delranc) ;
- Fiddle City, 1981 (Le Port de la magouille, Gallimard, coll. « Série noire », 1982, trad. Rosine Fitzgerald, réédité sous le titre Vol à tous les étages, aux éditions Actes Sud, coll. « Polar Sud », en 1993, traduit par Philippe Loubat-Delranc) ;
- Putting the Boot In, 1985 (Arrêt de jeu, Actes Sud, coll. « Polar Sud », 1985, trad. Richard Matas) ;
- Going to the Dogs, 1987 (Tout fout le camp, Actes Sud, coll. « Polar Sud », 1991, trad. Christine Le Bœuf).

#### Prose brève
Les nouvelles et les récits de Julian Barnes ont paru dans les recueils ci-après :
- A History of the World in 10½ Chapters, 1989 (Une histoire du monde en 10 chapitres 1/2, Stock, 1990, trad. Michel Courtois-Fourcy, réédité aux éditions Mercure de France en 2011) – dix récits placés dans des époques successives de l'histoire ;
- Cross Channel, 1996 (Outre-Manche, Denoël, 1998, trad. Jean-Pierre Aoustin ; trois textes de ce volume réédités sous le titre À jamais et autres novelles, aux éditions Denoël / Gallimard, coll. « Folio », en 2009) – textes sur l'impact de la France sur plusieurs générations d'Anglais ;
- The Lemon Table, 2004 (La Table citron, Mercure de France, 2006, trad. Jean-Pierre Aoustin) – sur les nuances de la vie et la révolte contre sa fin inéluctable ;
- Pulse, 2011 (Pulsations, Mercure de France, 2011, trad. Jean-Pierre Aoustin) – sur les pulsations de vie, constituées de succès et d'échecs, de débuts et de fins.

### Non-fiction
Recueils d'essais et de chroniques :
- Letters from London, 1995 (Lettres de Londres, Denoël, 1996, trad. Josette Chicheportiche et Maryse Leynaud – volume d'articles parus d'abord dans le magazine The New Yorker ;
- Something to Declare, 2002 (Quelque chose à déclarer, Mercure de France, 2004, trad. Jean-Pierre Aoustin) – essais sur divers aspects de la France, écrits avec amour pour ce pays ;
- The Pedant in the Kitchen, 2003 (Un homme dans sa cuisine, Mercure de France, 2005, trad. Josette Chicheportiche) – essais liés à la gastronomie ;
- Through the Window, 2012 (Par la fenêtre, Mercure de France, 2014, trad. Jean-Pierre Aoustin ; contient aussi l'essai Une vie avec les livres) – dix-sept essais (dix-huit dans l'édition française) et une nouvelle ;
- Keeping an Eye Open: Essays on Art, 2015 (Ouvrez l'œil !, Mercure de France, 2017, trad. Jean-Pierre Aoustin et Jean Pavans ; l'essai Dans la loge, pas dans une boîte ! réédité à part aux Éditions La Pionnière, en 2020) – essais sur l'art.

Des volumes comprenant un seul essai :
- A Life with Books (2012) est un livret de 27 pages sur la passion de l'auteur pour les livres et leur collection, ainsi que sur sa préférence pour les petites librairies indépendantes. Il a été écrit à l'occasion de la Semaine des libraires indépendants et destiné à être vendu seulement par de tels libraires[14]. Sa version française, intitulée Une vie avec les livres a paru incluse dans le volume Par la fenêtre.
- The Man in the Red Coat, 2019 (L'Homme en rouge, Mercure de France, 2020, trad. Jean-Pierre Aoustin  (ISBN 978-2-7152-5402-2)), considéré aussi comme un roman, est un livre sur la vie de Samuel Pozzi, chirurgien et pionnier de la gynécologie, et sur le milieu où il a vécu dans le Paris de la Belle Époque[12].

Mémoires :
- Nothing to Be Frightened Of, 2009 (Rien à craindre, Mercure de France, 2009, trad. Jean-Pierre Aoustin) ;
- Levels of Life, 2013 (Quand tout est déjà arrivé, Mercure de France, 2014, trad. Jean-Pierre Aoustin).

### Traductions
- The Truth About Dogs (littéralement « La vérité sur les chiens ») – traduction de l'allemand du livre Kleine Hunde-Kunde (1986) de Volker Kriegel (en)[3] ;
- In The Land of Pain (2002) – traduction du livre posthume La Doulou (1930) d'Alphonse Daudet, contenant des notes pour un futur livre sur la maladie douloureuse de l'auteur, les efforts pour la traiter et ses effets sur divers aspects de la vie d'Alphonse Daudet[3].

## Réception de l'œuvre
Julian Barnes a été positivement apprécié par la critique dès son premier roman, Metroland, qui a reçu le prix Somerset-Maugham. Selon Vanessa Guignery, par exemple, il possède un spectre très étendu de réalisations narratives, stylistiques et thématiques qui font de lui une figure unique dans le paysage littéraire britannique.
L'écrivain est populaire non seulement dans les pays anglophones, mais il jouit aussi d'une notoriété internationale. Ses œuvres sont traduites en plus de 40 langues, en français pratiquement toutes.
Quatre romans de l'écrivain ont été adaptés à l'écran :
- Love, etc. (1996), film français réalisé par Marion Vernoux, avec Charles Berling, Yvan Attal et Charlotte Gainsbourg[17] ;
- Metroland (1997), film britannique réalisé par Philip Saville, avec Christian Bale et Emily Watson[18] ;
- Arthur & George (2015), mini-série de télévision britannique[19] ;
- À l'heure des souvenirs (2017), film britannique réalisé par Ritesh Batra d'après The Sense of an Ending, avec Jim Broadbent et Charlotte Rampling[20].

## Distinctions

### Prix littéraires
Julian Barnes est le lauréat de nombreux prix littéraires accordés à ses œuvres en anglais, à des traductions de ses œuvres et pour son entière activité :
- 1981 – Prix Somerset-Maugham à Metroland ;
- 1985 – Prix mémorial Geoffrey-Faber (en) à Flaubert's Parrot ;
- 1986 – Prix E. M. Forster (en) de l'Académie américaine des arts et des lettres à Flaubert's Parrot ;

– Prix Médicis essai au Perroquet de Flaubert ;
- 1987 – Prix Gutenberg ;
- 1988 – Prix Grinzane-Cavour (Italie) à Il pappagallo di Flaubert ;
- 1992 – Prix Femina étranger à Love, etc., (en) Talking It Over ;
- 1993 – Prix Shakespeare (en) (Allemagne) ;
- 2004 – Prix de l'État autrichien pour la littérature européenne ;
- 2007 – Prix Arsène-Lupin à Arthur & George[22] ;
- 2009 – Prix San Clemente (Espagne) à Arthur & George[23] ;
- 2011 – Prix David Cohen (en) ;

– Prix Booker à The Sense of an Ending, (fr) Une fille, qui danse ;
– prix de la revue Lire à Pulsations ;
- 2012 – Prix littéraire européen (en) (Pays-Bas) à Alsof het voorbij is, (fr) Une fille, qui danse[25] ;
- 2013 – prix de l'hebdomadaire The Sunday Times ;
- 2013 – Prix Malaparte (Italie)[26] ;
- 2015 – Prix Zinklar (Danemark) ;
- 2016 – Prix Siegfried-Lenz (Allemagne) ;
- 2021 – Prix Jérusalem ;

– Prix Iasnaïa-Poliana (en) (Russie) à Нечего бояться, (fr) Rien à craindre ;
– Prix Jean-Bernard de l'Académie nationale de médecine à L'Homme en rouge.
Julian Barnes est le seul écrivain étranger à avoir été couronné successivement par le Médicis et le Femina.

### Autres distinctions
Julian Barnes a reçu ces décorations françaises :
- l'Ordre des Arts et des Lettres :

1988 – au grade de chevalier ;
1995 – au grade d'officier ;
2004 – au grade de commandeur ;
- 2017 – l'Ordre national de la Légion d'honneur au grade d'officier.

Depuis 2016, il est aussi membre honorifique étranger de l'Académie américaine des arts et des lettres.